# Pirkle Jones
Pirkle Jones (Shreveport, 2 januari 1914 – San Rafael (Californië), 15 maart 2009) was een Amerikaans fotograaf.
Zijn eerste toestel was een Kodak Brownie, die hij kocht toen hij 17 was. In de jaren 1930 stelde hij werk tentoon op fotosalons en werden zijn foto's gepubliceerd in tijdschriften. Na de Tweede Wereldoorlog volgde hij lessen fotografie aan de kunstacademie van Californië. Hij leerde daar artiesten en docenten kennen die een grote invloed op zijn werk zouden hebben: Ansel Adams, Minor White, Edward Weston en Dorothea Lange. Jones werkte 6 jaar als assistent van Ansel Adams. In 1956 maakte hij samen met Dorothea Lange een fotografisch essay "Death of a Valley", een kroniek van het uitsterven van de vallei van de Berryessa door de aanleg van de Monticello-dam. Samen met zijn echtgenote Ruth-Marion Baruch maakte hij onder meer in 1968 een fotoreportage van de Black Panthers.

## Werken
- Pirkle Jones: California Photographs, 1935-1982. Aperture. (2001) ISBN 978-0893819491
- Ruth-Marion Baruch: Black Panthers, Greybull Press (2002) ISBN 978-0967236698
- Ruth-Marion Baruch en Pirkle Jones: The Vanguard: A Photographic Essay on the Black Panthers. Beacon Press
- 100 Years Of Mechanics' Institute Of San Francisco. Mechanics Institute (1955)

- Gemeinsame Normdatei: 124438415
- International Standard Name Identifier: 0000 0000 8366 227X
- Library of Congress Control Number: n90650175
- PIC: 2009
- RKD-Nederlands Instituut voor Kunstgeschiedenis: 243092
- SNAC: w6sf30gv
- Union List of Artist Names: 500037107
- Virtual International Authority File: 26223755
- WorldCat: E39PBJhmPtY6qMyFBbTHYrDKBP